# Canichana
Cet article concerne la langue canichana. Pour le peuple canichana, voir Canichana (peuple).
Le canichana est une langue amérindienne isolée parlée en Amazonie bolivienne, dans le département de Beni.
La langue, qui n'est plus connue que par 3 locuteurs partiels, sur une population ethnique de  583 Canichana, est quasiment éteinte.